# Bisfenoli
I bisfenoli sono un gruppo di composti organici con due gruppi funzionali idrossifenile. Buona parte di questi composti hanno come struttura base quella del difenilmetano. Eccezione a ciò sono i bisfenoli S, P, M. Il bisfenolo A è il composto più rappresentativo di questa famiglia, tanto da essere chiamato spesso semplicemente bisfenolo.

## Effetti sulla salute
Il bisfenolo A (BPA), il bisfenolo S (BPS) e il bisfenolo F (BPF) sono molto pericolosi in quanto interferiscono con il sistema endocrino, indebolendone l'attività. L'esposizione a tale sostanze può verificarsi in diversi modi tra cui l'ingestione accidentale dovuta al rilascio di bisfenoli da parte dei contenitori in plastica nel cibo. Il rilascio può avvenire in caso di cambiamenti di temperatura e pH.

## Lista di bisfenoli
| Formula strutturale | Nome          | Numero CAS  | Reagenti          | Reagenti                   | Nome IUPAC                                        |
| ------------------- | ------------- | ----------- | ----------------- | -------------------------- | ------------------------------------------------- |
| Bisphenol A         | Bisfenolo A   | 80-05-7     | Fenolo            | Acetone                    | 2,2-Bis(4-idrossifenil)propano                    |
| Bisfenolo AP        | Bisfenolo AP  | 1571-75-1   | Fenolo            | Acetofenone                | 1,1-Bis(4-idrossifenil)-1-fenil-etano             |
| Bisfenolo AF        | Bisfenolo AF  | 1478-61-1   | Fenolo            | Esafluoroacetone           | 2,2-Bis(4-idrossifenil)esafluoropropano           |
| Bisfenolo B         | Bisfenolo B   | 77-40-7     | Fenolo            | Butanone                   | 2,2-Bis(4-idrossifenil)butano                     |
| Bisfenolo BP        | Bisfenolo BP  | 1844-01-5   | Fenolo            | Benzofenone                | Bis-(4-idrossifenil)difenilmetano                 |
| Bisfenolo C         | Bisfenolo C   | 79-97-0     | Cresolo           | Acetone                    | 2,2-Bis(3-metil-4-idrossifenil)propano            |
| Bisfenolo CII       | Bisfenolo C 2 | 14868-03-2  | Fenolo            | Diclorometano              | Bis(4-idrossifenil)-2,2-dicloretilene             |
| Bisfenolo E         | Bisfenolo E   | 2081-08-5   | Fenolo            | Acetaldeide                | 1,1-Bis(4-idrossifenil)etano                      |
| Bisfenolo F         | Bisfenolo F   | 620-92-8    | Fenolo            | Formaldeide                | Bis(4-idrossifenil)methane                        |
| Bisfenolo G         | Bisfenolo G   | 127-54-8    | 2-Isopropilfenolo | Acetone                    | 2,2-Bis(4-idrossi-3-isopropil-fenil)propano       |
| Bisfenolo M         | Bisfenolo M   | 13595-25-0  |                   |                            | 1,3-Bis(2-(4-idrossifenil)-2-propil)benzene       |
| Bisfenolo P         | Bisfenolo P   | 2167-51-3   |                   |                            | 1,4-Bis(2-(4-idrossifenil)-2-propil)benzene       |
| Bisfenolo PH        | Bisfenolo PH  | 24038-68-4  | 2-Fenilfenolo     | Acetone                    |                                                   |
| Bisfenolo S         | Bisfenolo S   | 80-09-1     | Fenolo            | Triossido di Zolfo         | Bis(4-idrossifenil)solfone                        |
| Bisfenolo TMC       | Bisfenolo TMC | 129188-99-4 | Fenolo            | 3,3,5-Trimetilcicloesanone | 1,1-Bis(4-idrossifenil)-3,3,5-trimetil-cicloesano |
| Bisfenolo Z         | Bisfenolo Z   | 843-55-0    | Fenolo            | Cicloesanone               | 1,1-Bis(4-idrossifenil)-cicloesano                |